# Yorkeys Knob
Yorkeys Knob är en förort till Cairns i Australien. Den ligger i kommunen Cairns och delstaten Queensland, omkring 1 400 kilometer nordväst om delstatshuvudstaden Brisbane, och cirka 15 kilometer norr om Cairns. Antalet invånare är 2 645.